# Kathleen Lonsdale
Kathleen Lonsdale (ur. 28 stycznia 1903 w Newbridge (Kildare), zm. 1 kwietnia 1971) – brytyjska  krystalografka, fizykochemiczka i działaczka społeczna, najbardziej znana z udowodnienia płaskiej struktury związków aromatycznych. Była jedną z dwóch pierwszych kobiet, którym przyznano członkostwo w Royal Society. 

## Życiorys

### Dzieciństwo
Kathleen Lonsdale, z domu Yardley, urodziła się w Newbridge w Irlandii jako dziesiąte dziecko Harry'ego Yardleya, urzędnika pocztowego i Jessie Cameron. Jej rodzina przeprowadziła się do Seven Kings (w hrabstwie Essex, obecnie dzielnica Londynu), gdy Kathleen miała pięć lat.

### Edukacja
Kathleen Yardley uczęszczała do szkoły podstawowej Downshall Elementary School w Seven Kings. Uzyskała tam stypendium pozwalające jej na naukę w żeńskiej szkole County High School for Girls w Ilford, gdzie uczęszczała od 1914 to 1919 roku. Szkoła nie oferowała zajęć z chemii, fizyki i bardziej zaawansowanej matematyki, w związku z tym Kathleen przeniosła się na dwa ostatnie lata nauki do szkoły męskiej County High School for Boys (gdzie była jedyną dziewczynką). W wieku zaledwie szesnastu lat dostała się do żeńskiego Bedford College w Londynie, gdzie po pierwszym roku zmieniła kierunek z matematyki na fizykę. Tytuł Bachelor of Science (licencjat) otrzymała tam w 1922 roku, a w 1924 – tytuł magistra na University College London.

### Działalność naukowa
Począwszy od 1922 Kathleen była asystentką Williama Henry'ego Bragga, najpierw w University College, a następnie w Royal Institution. Jej oficjalne zatrudnienie przerwało na krótko małżeństwo (w 1929 roku) z Thomasem Jacksonem Lonsdale'm i urodzenie trójki dzieci, ale kontynuowała pracę naukową w domu. W 1929 jej prace rentgenograficzne nad pochodnymi benzenu pozwoliły na ustalenie płaskiej, heksagonalnej struktury związków aromatycznych. Stanowisko profesora uzyskała w 1949 roku w University College London. Oprócz krystalografii, zajmowała się między innymi spektroskopią rozproszeniową ciał stałych. Opracowała techniki pozwalające na poznanie struktur różnego typu diamentów, przemiany grafitu w diament i innych reakcji w ciele stałym. Pod koniec aktywności naukowej zajmowała się zastosowaniem technik krystalograficznych w medycynie, między innymi w badaniach kamieni moczowych.  

### Działalność społeczna
Kathleen Lonsdale była aktywnie działającą kwakierką i chrześcijańską pacyfistką. Ze względu na odmowę rejestracji w obronie cywilnej podczas II wojny światowej spędziła miesiąc w więzieniu (ponieważ odmówiła zapłacenia grzywny). To doświadczenie skłoniło ją do zajęcia się kwestią reformy więziennictwa. Była członkinią Howard League for Penal Reform oraz wizytatorką w więzieniach.  W późniejszych latach zaangażowała się również w kwestię rozbrojenia nuklearnego – była wiceprzewodniczącą brytyjskiej sekcji Atomic Scientists Association oraz przewodniczącą brytyjskiej sekcji Międzynarodowej Ligi Kobiet na rzecz Pokoju i Wolności.

## Nagrody, odznaczenia i upamiętnienie
W 1945 jako jednej z pierwszych dwóch kobiet przyznano jej członkostwo w Royal Society. W 1956 roku otrzymała Order Imperium Brytyjskiego drugiej klasy (DBE), a w 1969 roku doktorat honoris causa od University of Bath. Od jej nazwiska został nazwany lonsdaleit, odmiana diamentu występująca w niektórych meteorytach.